# Arnay-le-Duc
Arnay-le-Duc je naselje in občina v francoskem departmaju Côte-d'Or regije Burgundije. Leta 2006 je naselje imelo 1.708 prebivalcev.

## Geografija
Kraj leži v pokrajini Burgundiji ob reki Arroux, 57 km jugozahodno od središča Dijona.

## Uprava
Arnay-le-Duc je sedež istoimenskega kantona, v katerega so poleg njegove vključene še občine Allerey, Antigny-la-Ville, Champignolles, Clomot, Culètre, Cussy-le-Châtel, Le Fête, Foissy, Jouey, Lacanche, Longecourt-lès-Culêtre, Magnien, Maligny, Mimeure, Musigny, Saint-Pierre-en-Vaux, Saint-Prix-lès-Arnay, Viévy in Voudenay s 5.226 prebivalci.
Kanton Arnay-le-Duc je sestavni del okrožja Beaune.

## Zanimivosti
- grad Château des princes de Condé,
- cerkev sv. Lovrenca, prvotno zgrajena kot utrjena kapela gradu, sedanja iz 15. in 16. stoletja.

## Pobratena mesta
- Wörrstadt (Porenje - Pfalška, Nemčija);